# Габдрафіково
Габдрафі́ково (рос. Габдрафиково) — село у складі Переволоцького району Оренбурзької області, Росія.

## Населення
Населення — 279 осіб (2010; 288 у 2002).
Національний склад (станом на 2002 рік):
- башкири — 91 %